# Богдановка (Генический район)
Богдановка (укр. Богданівка) — село в Нижнесерогозской поселковой общине Генического района Херсонской области Украины.
Население по переписи 2001 года составляло 106 человек. Почтовый индекс — 74712. Телефонный код — 5540. Код КОАТУУ — 6523884002.
Село Богдановка было основано крестьянами-духоборами, которые в период 1861—1862 гг. прибыли из Молдавии и Турции.

## Местный совет
74712, Херсонская обл., Нижнесерогозский р-н, с. Першопокровка, ул. Ленина